# Courtney Conlogue
Courtney Conlogue (Santa Ana, 25 de agosto de 1992) é uma surfista profissional americana que esteve na World Women's Championship Tour, se posicionando em 16ª.

## Títulos
- 2012 - Commonwealth Bank Beackhley Classic[3]
- 2013 - TSB Bank NZ Surf Festival[4]
- 2015 - Women's Margaret River Pro[5]
- 2015 - Rio Women's Pro[6]
- 2015 - Cascais Women's Pro[7]
- 2015 - Rip Curl Women's Pro Bells Beach[8]